# 約德山
45°59′45″N 7°59′21″E / 45.995942°N 7.989112°E

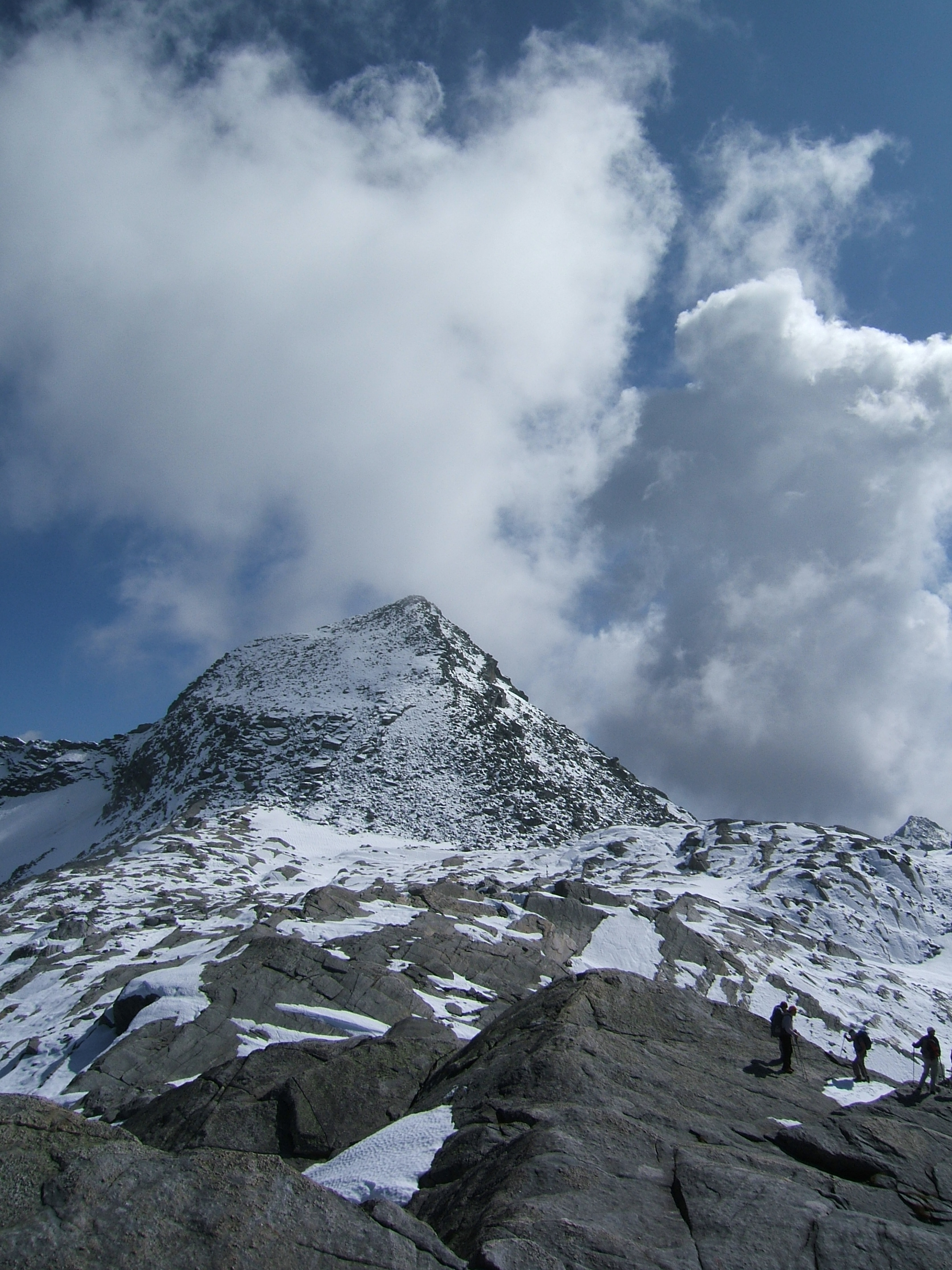

約德山（義大利語：Joderhorn），是南歐的山峰，位於瑞士和意大利接壤的邊境，屬於本寧阿爾卑斯山脈的一部分，距離施佩赫山1.5公里，該山峰海拔高度3,035米。